# Consolers of the Lonely
Consolers of the Lonely je druhé studiové album americké rockové skupiny The Raconteurs. Vydáno bylo v březnu roku 2008 společnostmi Third Man Records a Warner Bros. Records a produkovali jej Brendan Benson a Jack White. Obsahuje celkem čtrnáct písní, přičemž třináct z nich napsali Benson a White a píseň „Rich Kid Blues“ je coververzí od Terryho Reida. V hitparádě Billboard 200 se deska umístila na sedmé příčce.

## Seznam skladeb
1. Consoler of the Lonely – 3:26
2. Salute Your Solution – 2:59
3. You Don't Understand Me – 4:53
4. Old Enough – 3:58
5. The Switch and the Spur – 4:24
6. Hold Up – 3:27
7. Top Yourself – 4:26
8. Many Shades of Black – 4:25
9. Five on the Five – 3:33
10. Attention – 3:40
11. Pull This Blanket Off – 1:59
12. Rich Kid Blues – 4:34
13. These Stones Will Shout – 3:54
14. Carolina Drama – 5:55

## Obsazení
The Raconteurs
- Jack White – zpěv, kytara, stylofon, klavír, varhany
- Brendan Benson – zpěv, kytara, varhany, klavír
- Jack Lawrence – baskytara, banjo, doprovodné vokály
- Patrick Keeler – bicí, perkuse

Ostatní hudebníci
- Dean Fertita – clavinet
- Dirk Powell – smyčce
- The Memphis Horns – žestě
- Flory Dory Girls – doprovodné vokály